# Indian Grove
Pour l’article homonyme, voir Indian.
Indian Grove est un bosquet d'arbres situé dans le comté de Saguache, au Colorado, dans le centre des États-Unis. Protégé au sein des parc national et réserve des Great Sand Dunes, ce site archéologique est composé de 72 vieux pins ponderosa dont plusieurs ont vu leur écorce pelée au XIXe siècle, principalement entre 1816 et 1848 et probablement par des Utes. Il est inscrit au Registre national des lieux historiques depuis le 24 mars 2000.